# Anna Löffler-Winkler
Anna Löffler-Winkler (* 16. Mai 1890 in Sankt Petersburg, Russland; † 9. Januar 1967 in Bamberg) war eine in Russland geborene Malerin und Illustratorin mit fränkischen Vorfahren und späterer Wahlheimatstadt Bamberg. 

## Leben
Anna Winkler war eines von zwölf Kindern des Ingenieurs und Kunstschmieds Karl Winkler und seiner Frau Marie Wilm. Als Unternehmer gründete Winkler im kaiserlichen Sankt Petersburg eine erfolgreiche Kunstschmiede-Firma. Sein künstlerisches Talent vererbte er seinem Sohn Eduard Winkler (München, 1884–1978) und seiner Tochter Anna Winkler. Die Tochter lebte bis 1914 in Russland.

### Kunststudium
Anna Winkler begann ihr Kunststudium in Sankt Petersburg mit Porträt- und Aktstudien. Der Erste Weltkrieg vertrieb die Familie nach Deutschland. Anna Winkler musste das Studium unterbrechen, um vier Jahre lang als Lazaretthelferin zu arbeiten. Danach war sie ausgebildete Krankenschwester. 
In München nahm sie ihr Kunststudium wieder auf und begann mit aquarellierten Landschaften. Mit ihrem Mann zog sie 1930 in ihre „Wahlheimatstadt“ Bamberg, wo sie innerhalb von 37 Jahren einen großen Kunstfreunde-Kreis aufbaute. 
Die Stadt Bamberg ehrte sie 1990 mit einer großen Gedenkausstellung zu ihrem 100. Geburtstag.

## Veröffentlichungen
- Hans Neubauer, Lothar Hennig und Thomas Th. Löffler: Katalog Anna Löffler-Winkler, mit Werkverzeichnis. Schriften des Historischen Museums Bamberg Nr. 14, Bamberg 1990.

Buch-Illustrationen:
- Geliebtes Bamberg. Aquarelle und Zeichnungen zusammen mit Thomas Löffler. Bamberg 1984 Selbstverlag
- Die vier Kuckuckseier. Kinderbuch von Elisabeth Geistfeld, Textzeichnungen von Anna Löffler-Winkler. Bayerische Verlagsanstalt, 2. Auflage 1954
- Heimat im Spiegel: Die gesammelten Werke des Haanzlesgörch. Von Hans Morper, mit Zeichnungen von Anna Löffler-Winkler. Meisenbach Verlag Bamberg, 1941
- Kinderzeit. Metzler Verlag 1926[2]
- Das neue Frida Schanz Buch. Märchen, mehrere Illustratoren. Neuauflage 2011

## Ausstellungen
- Villa Dessauer Bamberg 1990. Zum 100. Geburtstag

## Würdigung
Aus Beschreibungen von Bildern und Buch-Illustrationen (insbesondere Kinderbüchern) Anna Löffler-Winklers lassen sich vielseitige malerischen und zeichnerische Techniken der Künstlerin entnehmen. Insbesondere zeigt sich in Porträts und Zeichnungen – zum Beispiel von Musikern während Bamberger Konzerte – und Aquarellen (Landschaften) eine Vorliebe Anna Löffler-Winklers für regionale (Bamberger) Besonderheiten. 
- Zeitschrift frankenland.franconia Würzburg 1990